# Ángela Lobato Herrero
Ángela Lobato Herrero (* 22. April 1992 in Nerja) ist eine spanische Beachvolleyballspielerin. Sie wurde mehrfache Meisterin ihres Heimatlandes im Sand.

## Karriere
Lobato erreichte 2008 mit María José Corral Bouza bei der U19-Weltmeisterschaft in Den Haag und bei der U18-Europameisterschaft in Loutraki jeweils den 19. Platz. Das gleiche Ergebnis gab es bei der U18-EM 2009 in Espinho mit María del Carmen Martínez Ferrer. 2010 wurde Lobato bei der U19-WM in Porto mit Paula Soria Gutiérrez Fünfte. Bei der U20-EM in Tel Aviv belegten Lobato/Soria den 13. Platz. 2013 erreichten sie bei der U22-EM in Warna das Finale, das sie gegen die Schweizerinnen Betschart/Vergé-Dépré verloren.
2014 spielten Lobato/Soria bei den Prag Open ihr erstes Turnier bei der FIVB World Tour. Danach wurden sie Vierte der Anapa Open und Fünfte bei der U23-WM in Mysłowice. Sie gewannen das CEV-Satellite-Turnier in Montpellier und ein nationales Turnier in Madrid. Am Jahresende spielten sie noch die Xiamen Open. Bei den ersten Turnieren der World Tour 2015 steigerten sie sich bis zum fünften Platz in Prag. Nach zwei schwächeren Auftritten beim Grand Slam in Moskau und beim Major in Poreč nahmen sie an den Europaspielen in Baku teil und wurden dort ebenfalls Fünfte. Bei der Europameisterschaft 2015 in Klagenfurt kamen sie als Gruppendritte in die erste K.-o.-Runde und mussten sich dort den Schweizerinnen Heidrich/Zumkehr geschlagen geben. Nach einem fünften Rang beim CEV-Masters in Biel/Bienne und einem nationalen Turniersieg in Fuengirola endete das Jahr mit zwei 25. Plätzen bei den Open-Turnieren in Sotschi und Xiamen. Auf der World Tour 2016 kamen Lobato/Soria nicht über hintere Platzierungen hinaus. Bei der EM in Biel/Bienne schieden sie als Gruppenletzte nach der Vorrunde aus. Im August gewannen sie noch zwei nationale Turniere in Tarragona und Fuengirola, bevor sich ihre Wege trennten.
2017 spielte Lobato mit ihrer neuen Partnerin Amaranta Fernández Navarro erstmals beim Fünf-Sterne-Turnier der FIVB-Serie in Fort Lauderdale. In Xiamen erreichte sie in dieser Paarung den 17. Platz. Die Turniere in Rio de Janeiro und Den Haag absolvierte sie mit der zweimaligen Olympiateilnehmerin Elsa Baquerizo Macmillan, mit der sie beim CEV-Masters in Baden Fünfte wurde. Beim CEV-Masters in Alanya wurde sie mit Fernández Neunte, zog sich aber eine Verletzung am Knöchel zu. Deshalb musste sie auf die geplante Teilnahme an der Weltmeisterschaft in Wien verzichten.